# South Houston
South Houston è un centro abitato degli Stati Uniti d'America situato nella contea di Harris dello Stato del Texas.
La popolazione era di 16.983 persone al censimento del 2010. Fa parte dell'area metropolitana di Houston–The Woodlands–Sugar Land.

## Geografia fisica
South Houston è situata a 29°39′40″N 95°13′47″W (29.660980, -95.229787) ed è delimitata dalle città di Houston e Pasadena.
Secondo lo United States Census Bureau, ha un'area totale di 7.8 km².

## Società

### Evoluzione demografica
Secondo il censimento del 2000, c'erano 15.833 persone, 4.593 nuclei familiari e 3.697 famiglie residenti nella città. La composizione etnica della città era formata dal 33% di bianchi, l'1,04% di afroamericani, lo 0,60% di nativi americani, lo 0,70% di asiatici, lo 0,05% di isolani del Pacifico, il 27,74% di altre razze, e il 4,53% di due o più etnie. Ispanici o latinos di qualunque razza erano il 77,93% della popolazione.
C'erano 4.593 nuclei familiari di cui il 47,7% aveva figli di età inferiore ai 18 anni, il 60,1% aveva coppie sposate conviventi, il 13,9% aveva un capofamiglia femmina senza marito, e il 19,5% erano non-famiglie. Il 15,4% di tutti i nuclei familiari erano individuali e il 5,4% aveva componenti con un'età di 65 anni o più che vivevano da soli. Il numero di componenti medio di un nucleo familiare era di 3,45 e quello di una famiglia era di 3,86.
La popolazione era composta dal 34,1% di persone sotto i 18 anni, l'11,7% di persone dai 18 ai 24 anni, il 30,8% di persone dai 25 ai 44 anni, il 16,5% di persone dai 45 ai 64 anni, e il 6,8% di persone di 65 anni o più. L'età media era di 28 anni. Per ogni 100 femmine c'erano 104,1 maschi. Per ogni 100 femmine dai 18 anni in giù, c'erano 103,6 maschi.
Il reddito medio di un nucleo familiare era di 31.924 dollari e quello di una famiglia era di 34.903 dollari. I maschi avevano un reddito medio di 27.360 dollari contro i 19.870 dollari delle femmine. Il reddito pro capite era di 12.308 dollari. Circa il 17,3% delle famiglie e il 20,9% della popolazione erano sotto la soglia di povertà, incluso il 25,8% di persone sotto i 18 anni e il 10,5% di persone di 65 anni o più.

## Galleria d'immagini

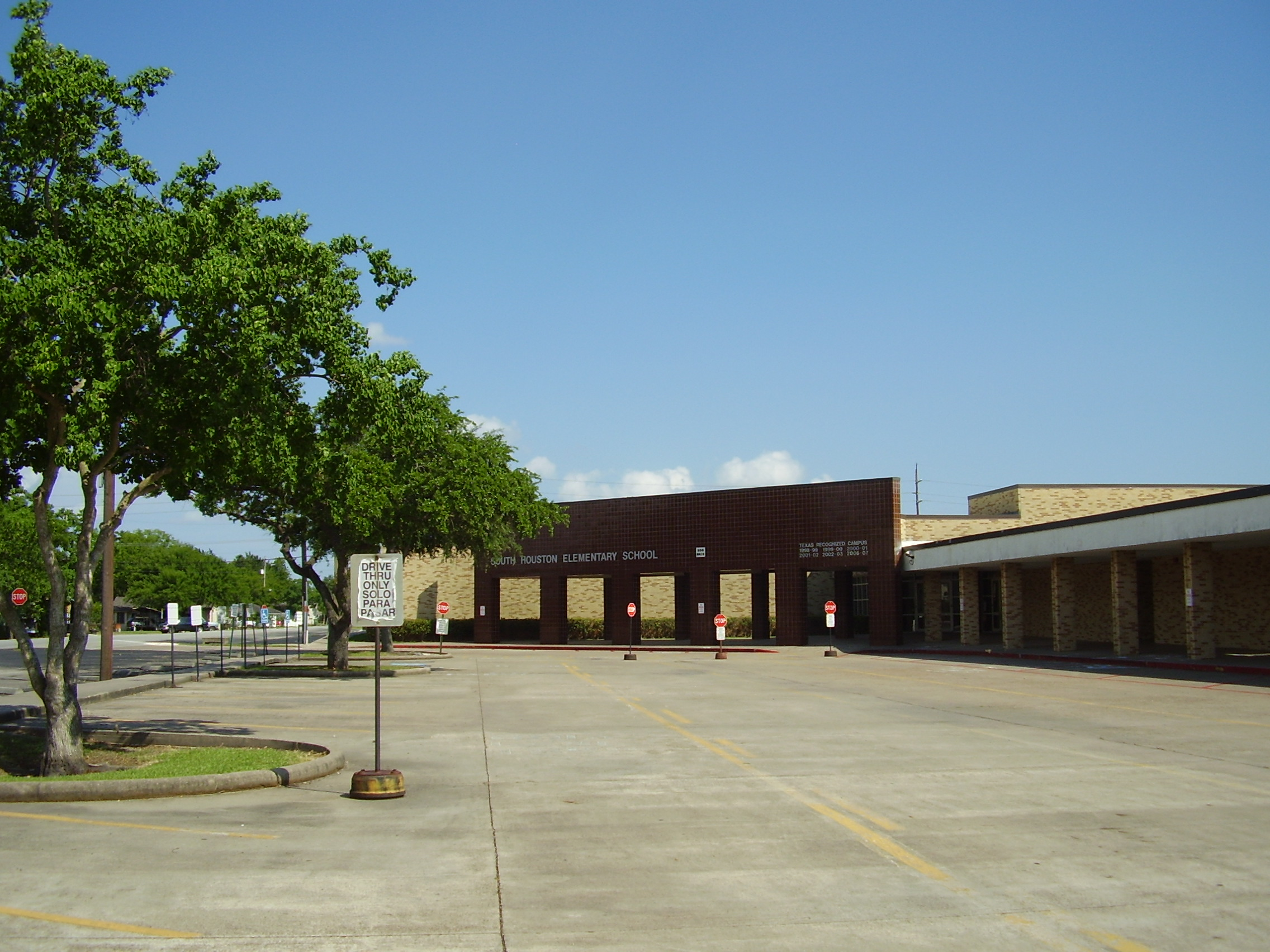
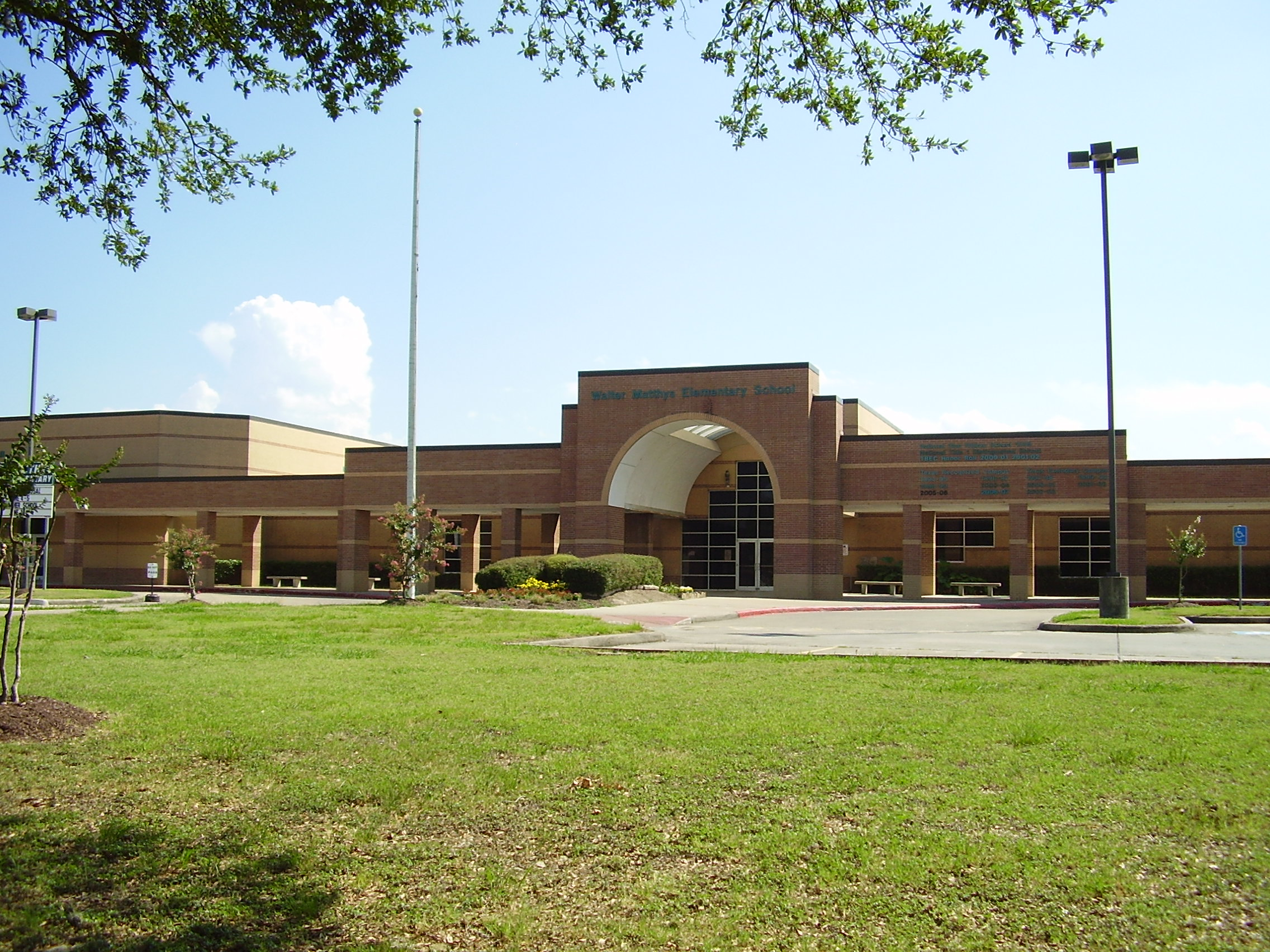
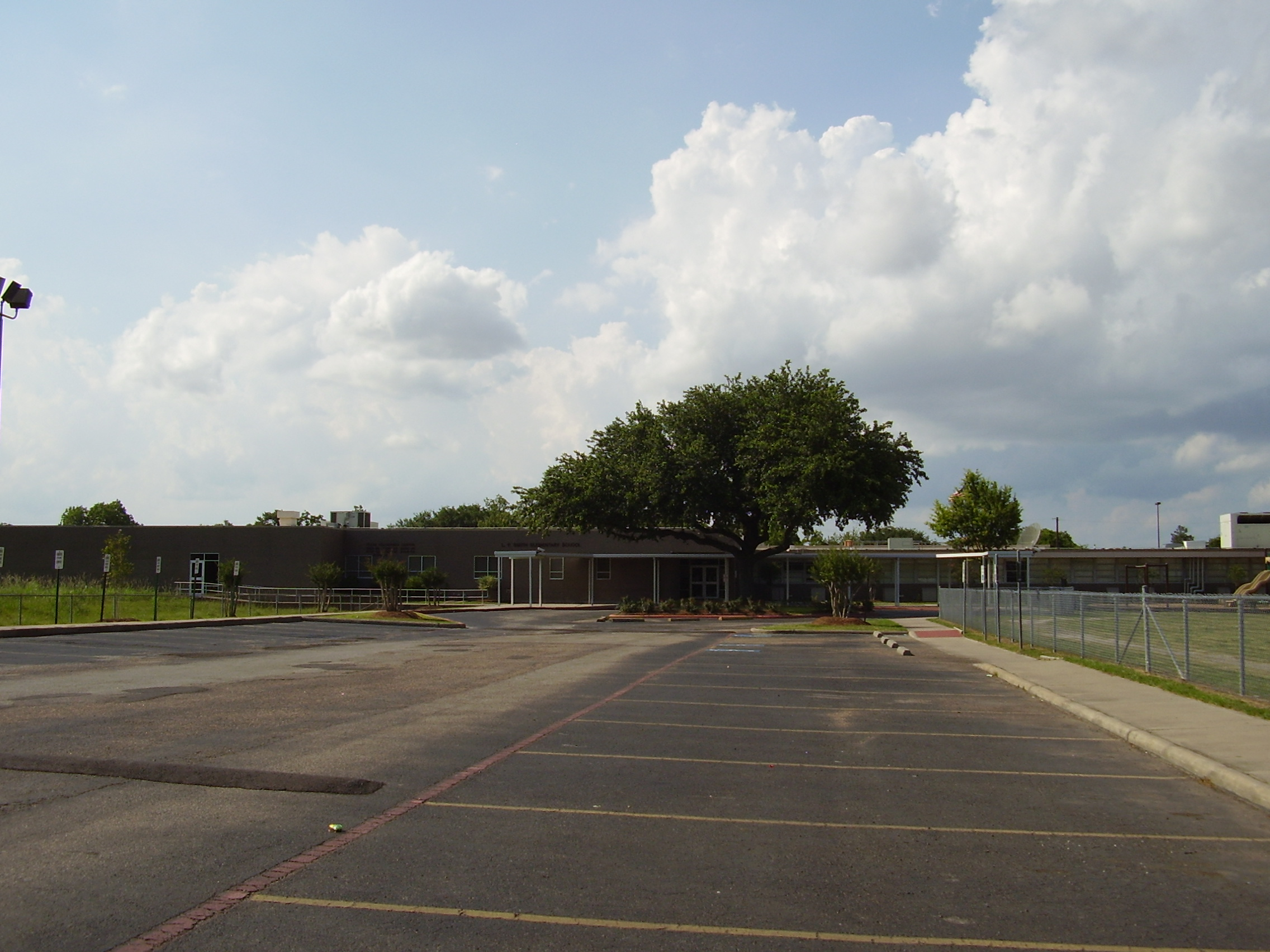
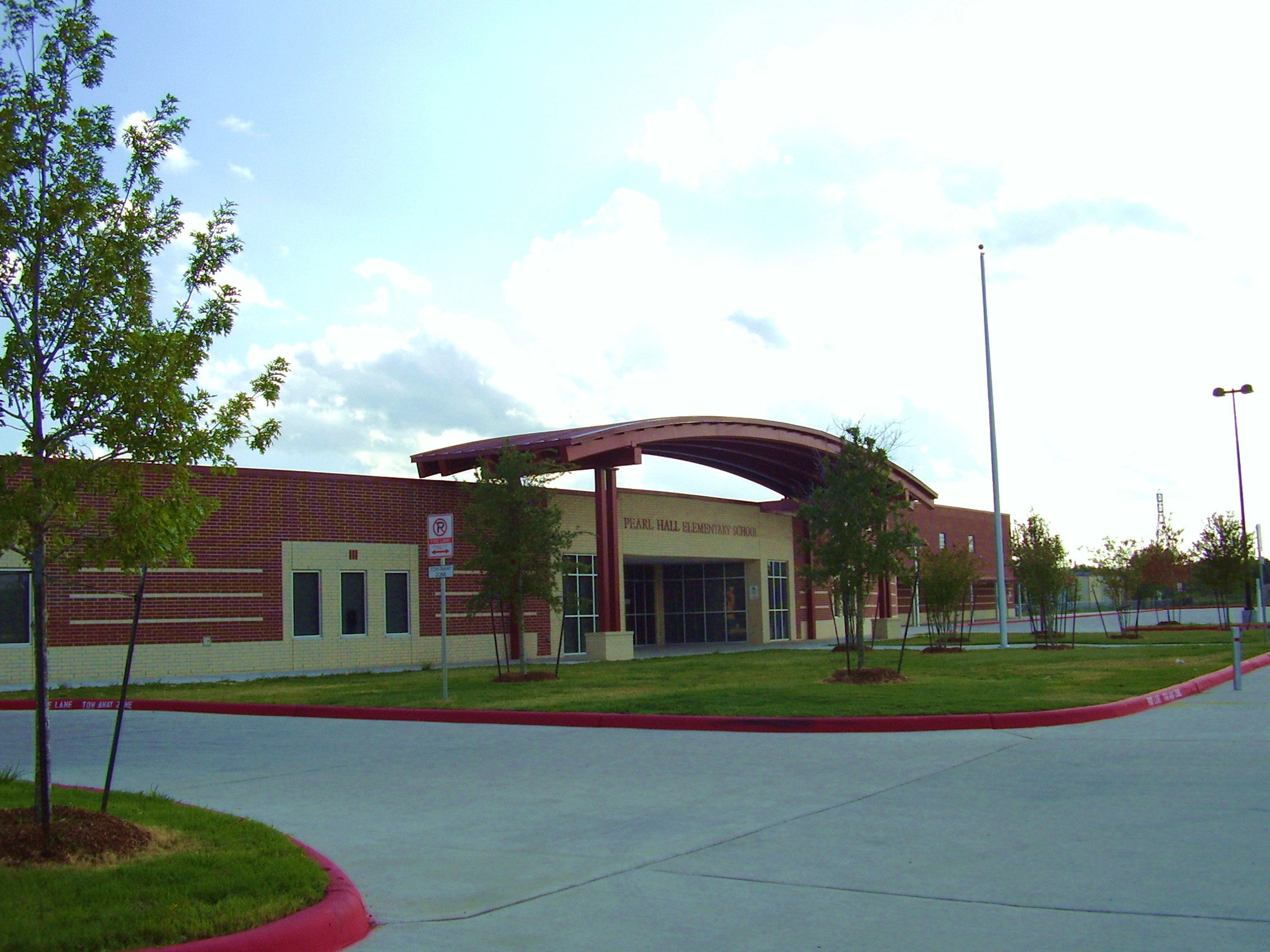
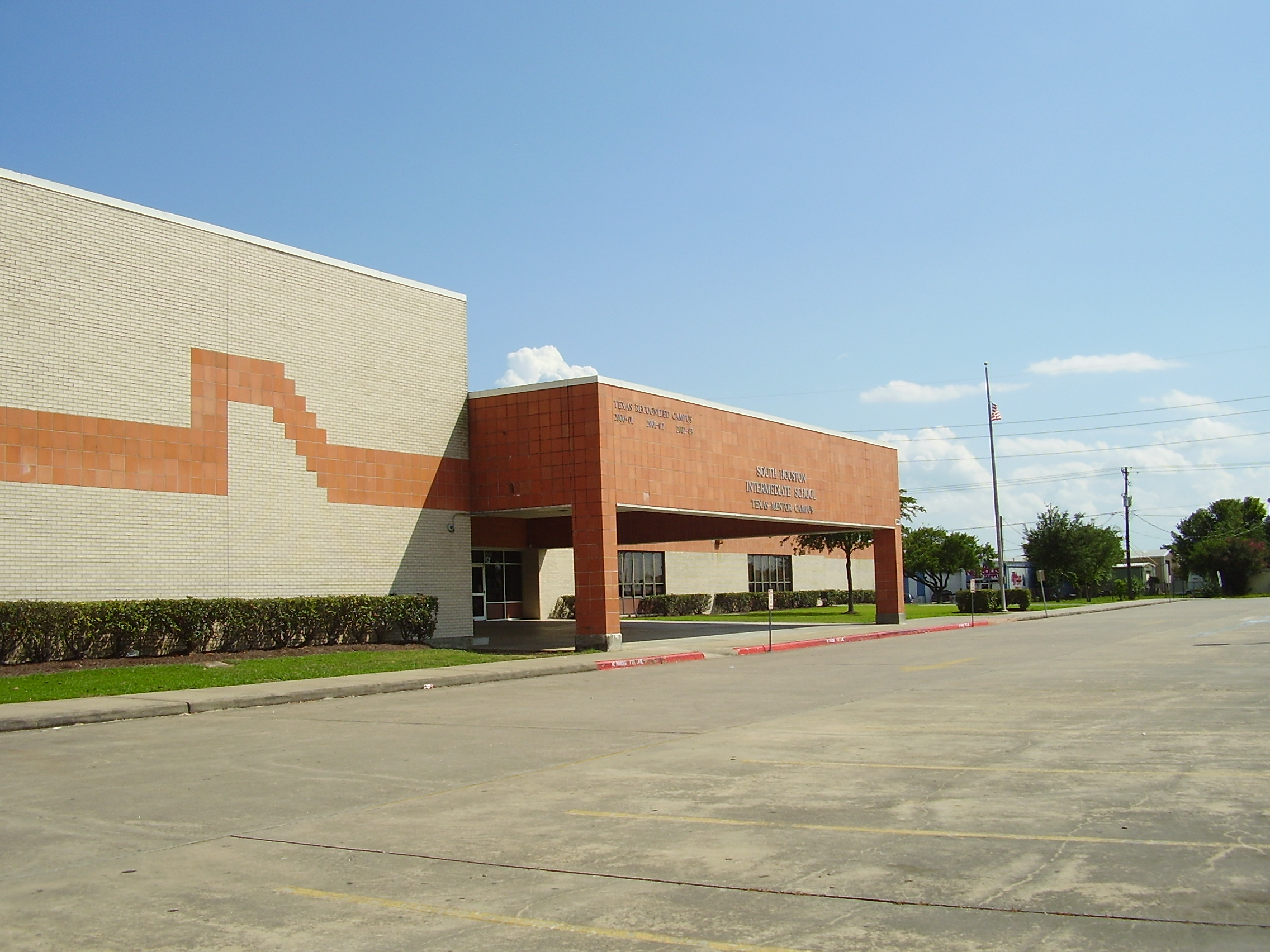
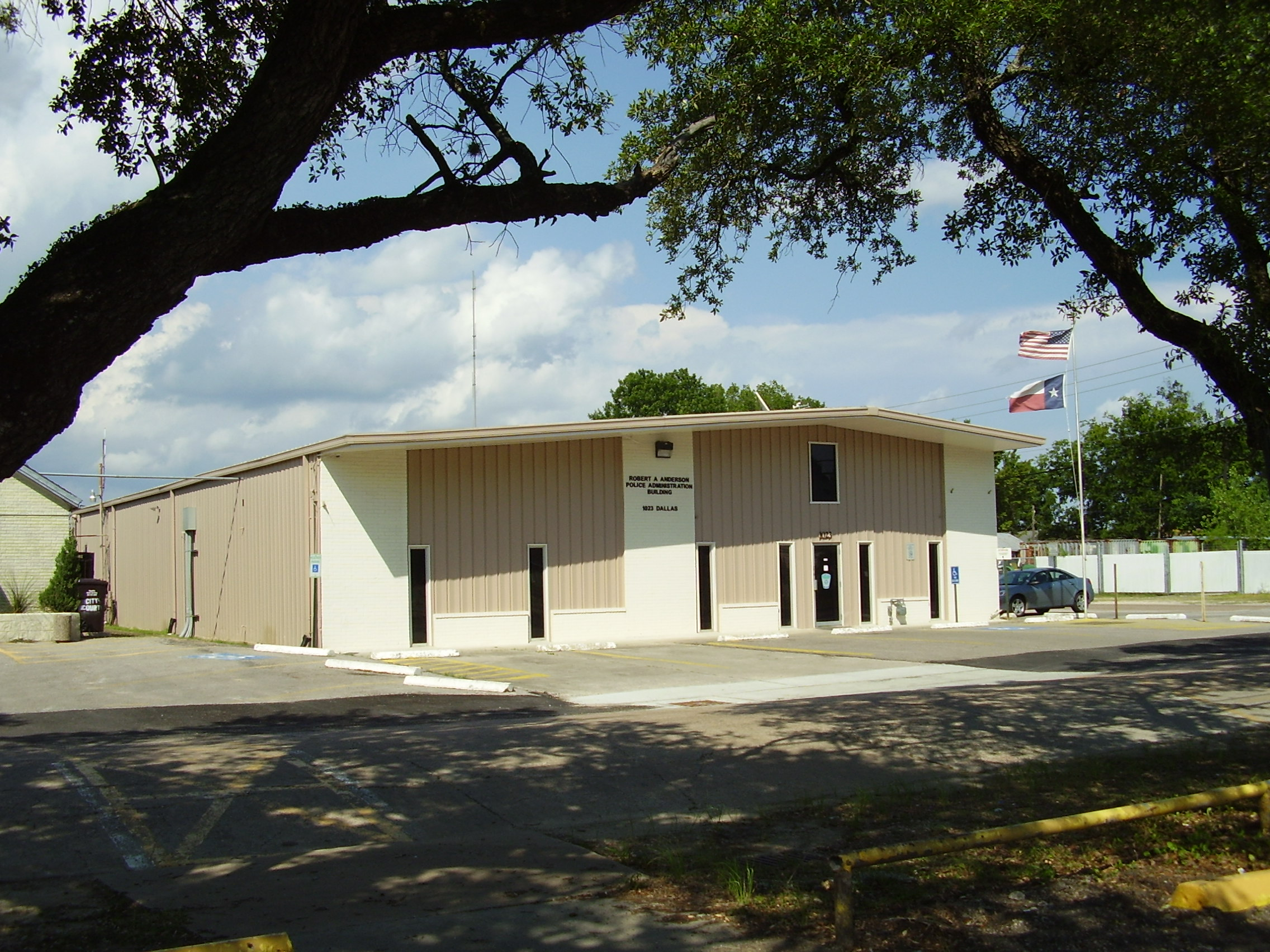
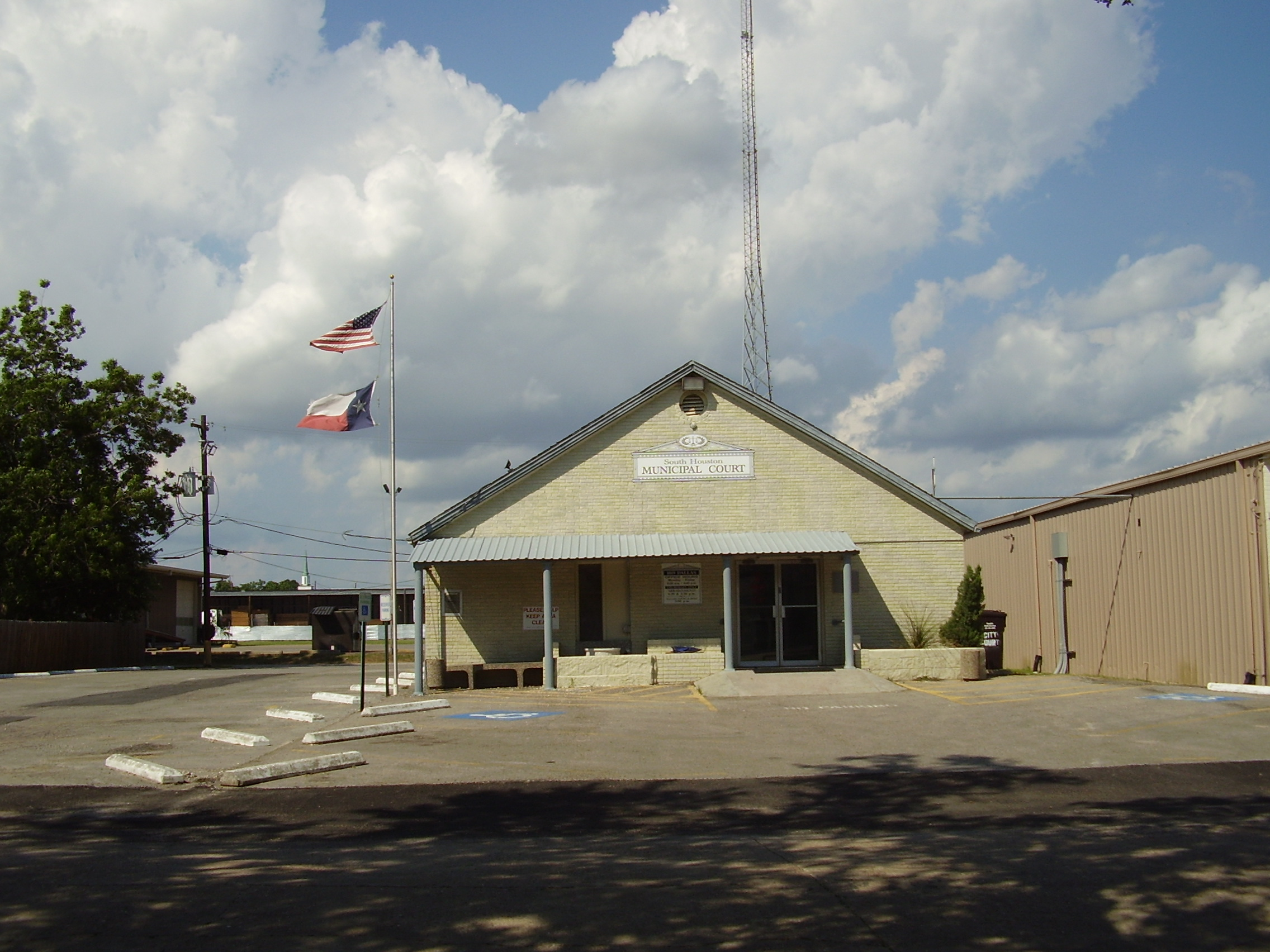